# 天主教同州宗座监牧区
天主教渭南教区原名天主教同州监牧区，拉丁文：Apostolica Praefectura Tungchovensis，是天主教在中国陕西省东南部设立的一个宗座监牧区。

## 历史渊源
1931年11月3日，由天主教罗马教廷从西安府代牧区划分而来，设为同州自治区。
1935年4月8日，升格为同州监牧区。首任主教为方济各会意大利籍神父穆继文（Petrus Moretti），以便于更好的照顾本地的信徒们。
当时的神职人员有方济各会意大利籍传教士6位，国籍神父2位以及2位国籍修道生韩希平、张文彬。
同州监牧区总堂曾设于大荔县城内东大街，教徒有4000余人。分布在大荔、蒲城、白水、韩城、华阴、潼关、渭南等地区，以渭南的河南、河北一带教徒最为集中。自成立监牧区以来，办有“三德小学”一所、小修院、医院各一所。共培养出国籍神父8名。而后的本地的圣召日渐增多，很多修士也随之去外地傅传。直到1948年，据统计教区有信徒6,650人。
自从2000年起同州监牧区被称为渭南教区，但还尚未在圣座注册。因该教区的主教府由以前的大荔县迁移到下吉镇，再到今天的渭南市，所以就以渭南教区而称呼。
据统计现有信徒大概1,2300人左右。

## 教堂
- 陕西省渭南市良田开发区

## 历任主教
同州宗座监牧
第一任主教：穆继文（Fr. Pietro Moretti, O.F.M.，1935年4月8日－1973年），方济各会
渭南教区
第二任：张文彬（Bishop Lawrence Zhang Wen-bin，1981年7月24日－2002年）
第三任：同长平（Bishop Joseph Tong Chang-ping，2002年11月4日至今）